# Ngựa Haflinger

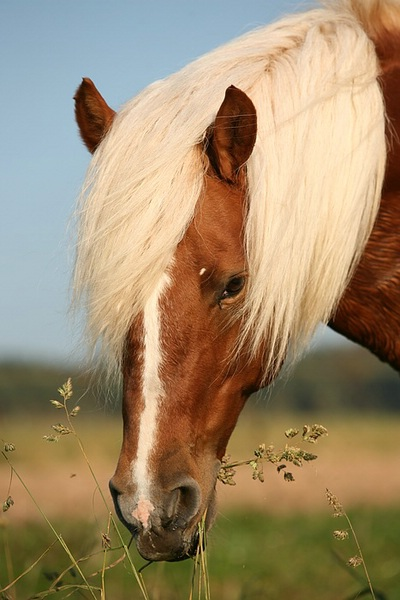
Đầu của một con Haflinger, con ngựa này đang nhẹ nhàng gặm cỏ

Ngựa Haflinger còn được gọi là ngựa Avelignese là một giống ngựa được ra đời và phát triển tại Áo và miền bắc nước Ý (cụ thể là khu vực Nam Tyrol) trong thời gian cuối thế kỷ XIX. Đây là một giống ngựa đẹp, tao nhã, có tính khí điềm tĩnh và rất hữu dụng, ngựa có quá trình lịch sử lâu đời và hiện nay được bảo tồn nguồn gen với những quy trình nghiêm ngặt nhất.

## Đại cương
Haflinger là giống ngựa là tương đối nhỏ, luôn luôn có màu hạt dẻ, có hình dáng đặc biệt được mô tả như một dáng đi tràn đầy năng lượng nhưng nhẹ nhàng, uyển chuyển, và nổi cơ bắp nhưng lại có dáng vẻ thanh lịch. Các giống dấu vết tổ tiên của nó từ thời Trung Cổ; có một số giả thuyết về nguồn gốc của nó. Những con ngựa Haflinger, được phát triển để sử dụng trong địa hình đồi núi, được biết đến với sức chịu đựng kiên cường của nó. Cấu tạo và hình dạng hiện tại của nó là kết quả của việc di truyền của dòng máu từ giống ngựa Ả rập và châu Âu khác nhau vào những con ngựa lùn gốc Tyrolean. Một con đực giống nền tảng là 249 Folie, được sinh ra vào năm 1874; bởi hợp tác xã các nhà lai tạo đầu tiên được thành lập năm 1904.
Tất cả Những con ngựa Haflinger có thể theo dõi dòng dõi của mình trở lại từ con ngựa Folie thông qua một trong bảy dòng máu. Thế chiến I và Thế chiến II, cũng như cuộc Đại suy thoái kinh tế toàn cầu, đã có một ảnh hưởng bất lợi về giống, động vật và chất lượng thấp hơn đã được sử dụng ở lần để lưu các giống từ nguy cơ tuyệt chủng. Trong Thế chiến II, các nhà lai tạo tập trung vào con ngựa mà là ngắn ngủn hơn và nhiều hơn nữa như các giống tương tự ngựa lùn, nhờ quân đội để sử dụng như ngựa thồ. Sự nhấn mạnh sau chiến tranh thay đổi theo hướng tăng của một động vật có ngoại hình tinh tế và chiều cao. Trong thời kỳ hậu chiến, các con Haflinger được lai tạp bừa bãi với các giống ngựa khác và một số nhà quan sát lo ngại các giống có nguy cơ tuyệt chủng.
Tuy nhiên, bắt đầu từ năm 1946, các nhà lai tạo tập trung vào cho ra Những con ngựa Haflinger thuần chủng và một cuốn sách stud khép kín đã được tạo ra. Mối quan tâm đến giống ngựa này tăng lên ở các nước khác và giữa năm 1950 và 1974 khi dân số tăng lên, thậm chí trong khi tổng dân số ngựa ở châu Âu giảm. Số dân của giống này vẫn tăng đều đặn và đến năm 2005, có gần 250.000 con ngựa Haflinger tồn tại trên toàn thế giới. Có những trang trại chăn nuôi ở một số nước, mặc dù hầu hết các nơi chăn nuôi vẫn đến từ Áo. Năm 2003, một con Haflinger trở thành con ngựa đầu tiên được nhân bản, kết quả là một con ngựa cái tên Prometea. Con ngựa đầu tiên được nhân bản chính là con ngựa cái giống Halflinger có tên là Prometea được sinh ra tại phòng thí nghiệm vào mùa hè năm 2003.
Những con ngựa Haflinger có nhiều ứng dụng bao gồm cả ngựa lùn ngựa nhẹ, ngựa phục vụ cho công việc khai thác và nhiều ngành kéo yên xe như cưỡi sức chịu đựng, cưỡi ngựa biểu diễn, cưỡi ngựa nghệ thông và cưỡi ngựa giải trí. Nó cũng vẫn được sử dụng bởi quân đội Áo và Đức cho những công việc ở địa hình gồ ghề. Liên đoàn Thế giới Haflinger (WHF), cơ quan quản lý quốc tế kiểm soát tiêu chuẩn giống cho Haflinger, được tạo thành từ một liên minh của 22 quốc gia đăng ký, và giúp thiết lập các mục tiêu giống, hướng dẫn và các quy tắc cho các tổ chức thành viên của nó. 

## Thế kỷ 21

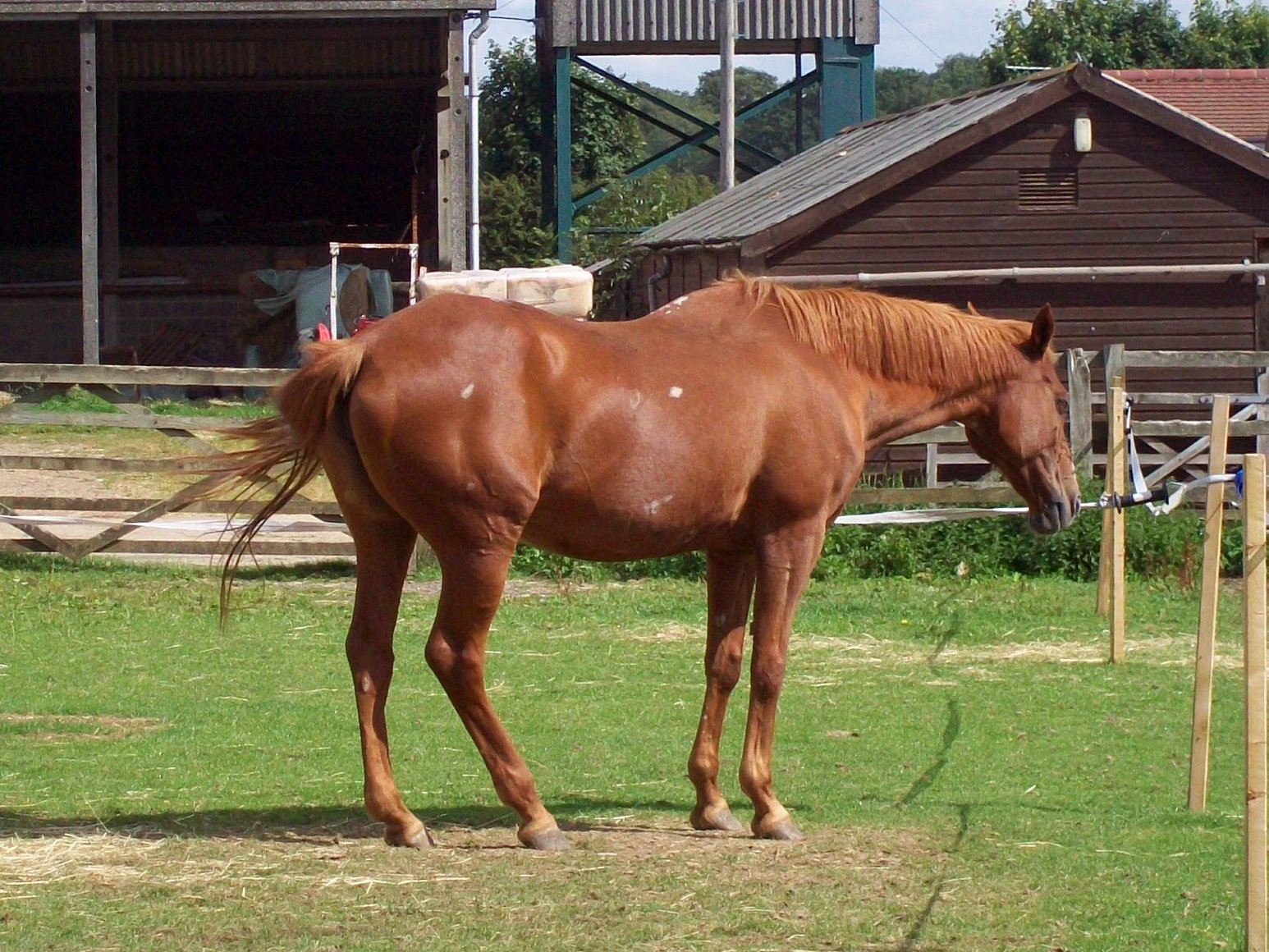
Một con ngựa với dáng vẻ hiện đại

## Sử dụng

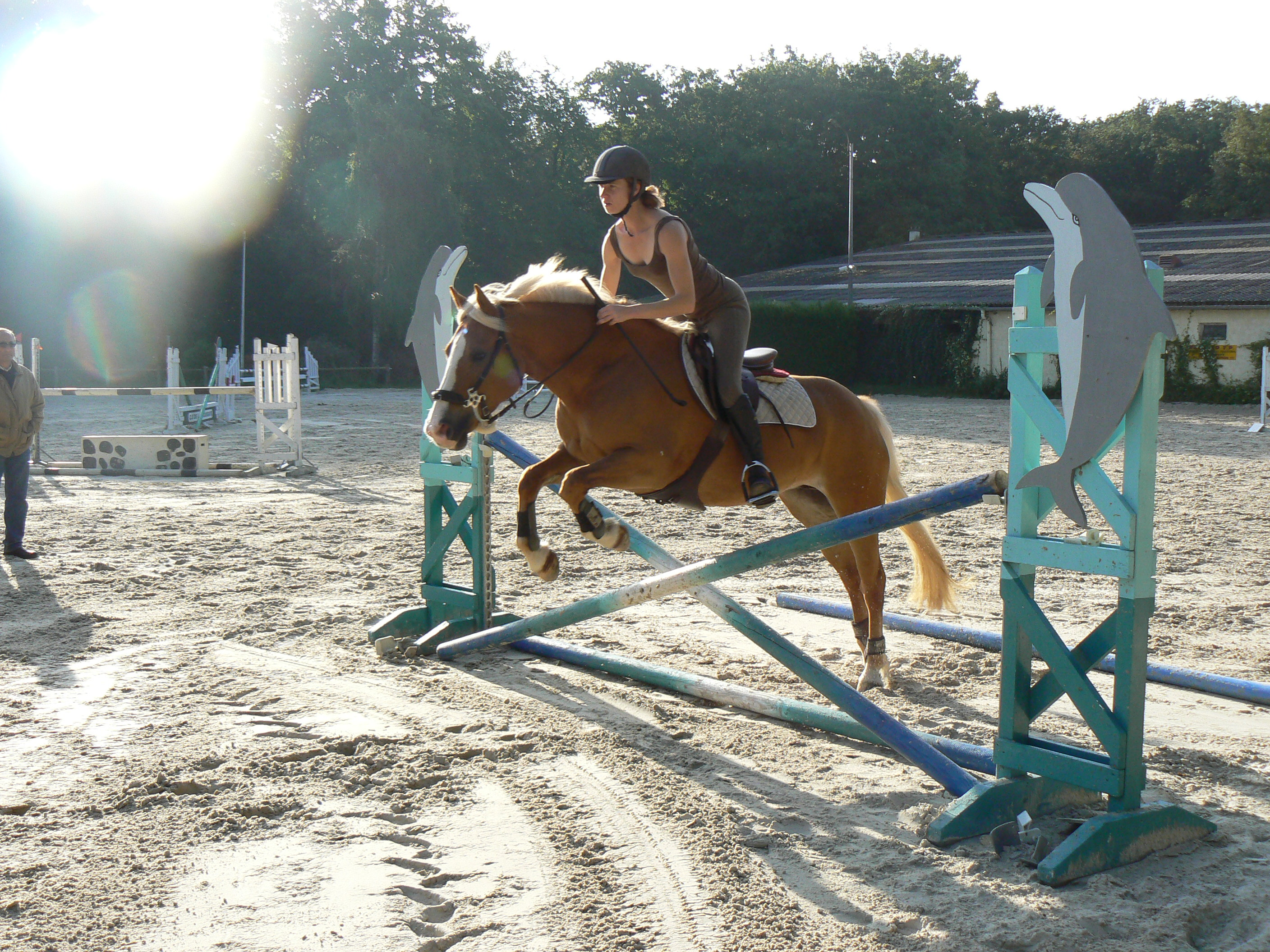
Một con ngựa dùng để cưỡi

## Đăng ký

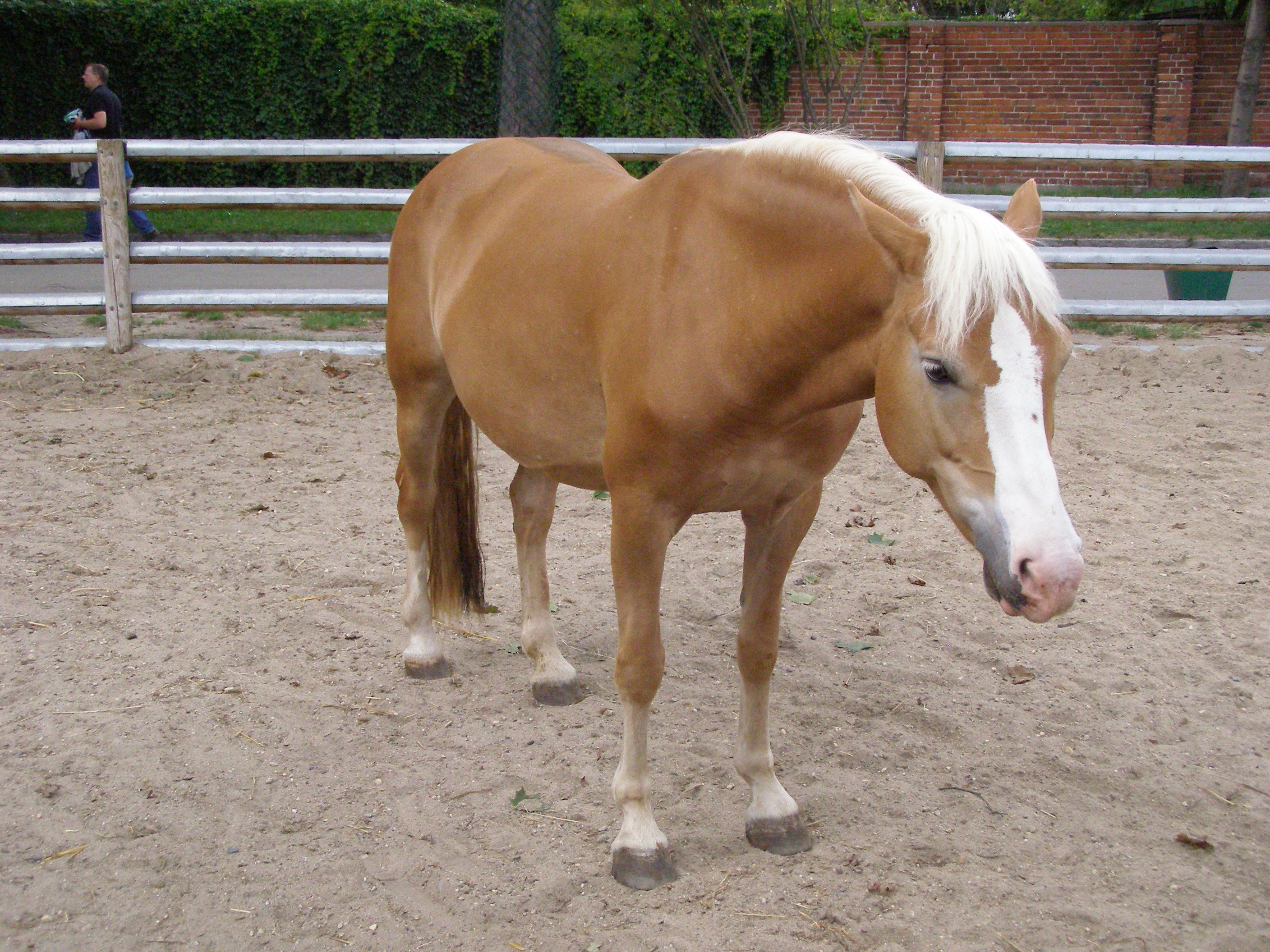
Một con ngựa giống

## Đặc điểm
Cái tên "Haflinger" xuất phát từ làng Avelengo, mà ngày nay là ở miền bắc Italy. Các giống ngựa cũng được gọi là Avelignese, từ tiếng Ý nghĩa Avelengo, đó là Avelengo hoặc trước đó Aveligna. Những con ngựa Haflinger luôn có màu hạt dẻ và có trong các sắc thái khác nhau, từ vàng nhạt đến màu hạt dẻ hoặc gan vàng với sắc màu phong phú. Bờm và đuôi có màu trắng hoặc flaxen. Chiều cao của giống ngựa này đã tăng lên kể từ khi kết thúc Thế chiến II, khi nó đứng có chiều cao trung bình 55 inches (140 cm). Các chiều cao mong muốn ngày hôm nay là giữa 54 đến 60 inch (137 và 152 cm). Các nhà lai tạo được khuyến khích từ chăn nuôi ngựa theo kích thước tối thiểu, nhưng cá thể cao hơn có thể vượt qua kiểm tra nếu nó nếu không đáp ứng yêu cầu của các đăng ký giống ngựa.
Loài ngựa này có một cái đầu đầy tinh tế và trông như là những con ngựa nhẹ. Cổ của chúng có chiều dài trung bình vừa phải, các vai thoải, vai dốc và ngực sâu. Hình dáng dài và cơ bắp, mông là dài, hơi dốc và nổi cơ bắp. Các chân nom rất sạch sẽ, rộng rãi, đầu gối và cổ chân phẳng mạnh mẽ cho thấy sự rõ ràng về gân và dây chằng. Các con ngựa Haflinger khi di chuyển có nhịp điệu. Việc đi bộ có dáng vẻ thoải mái nhưng tràn đầy năng lượng. Các bước nước kiệu và chạy lúp xúp là có độ nảy, tràn đầy năng lượng, và thể thao với một xu hướng tự nhiên là ngựa nhẹ trên các và cân bằng. Có một số hành động quỳ đầu gối, và kiệu có một chuyển động rất rõ rệt về phía trước và lên trên. 

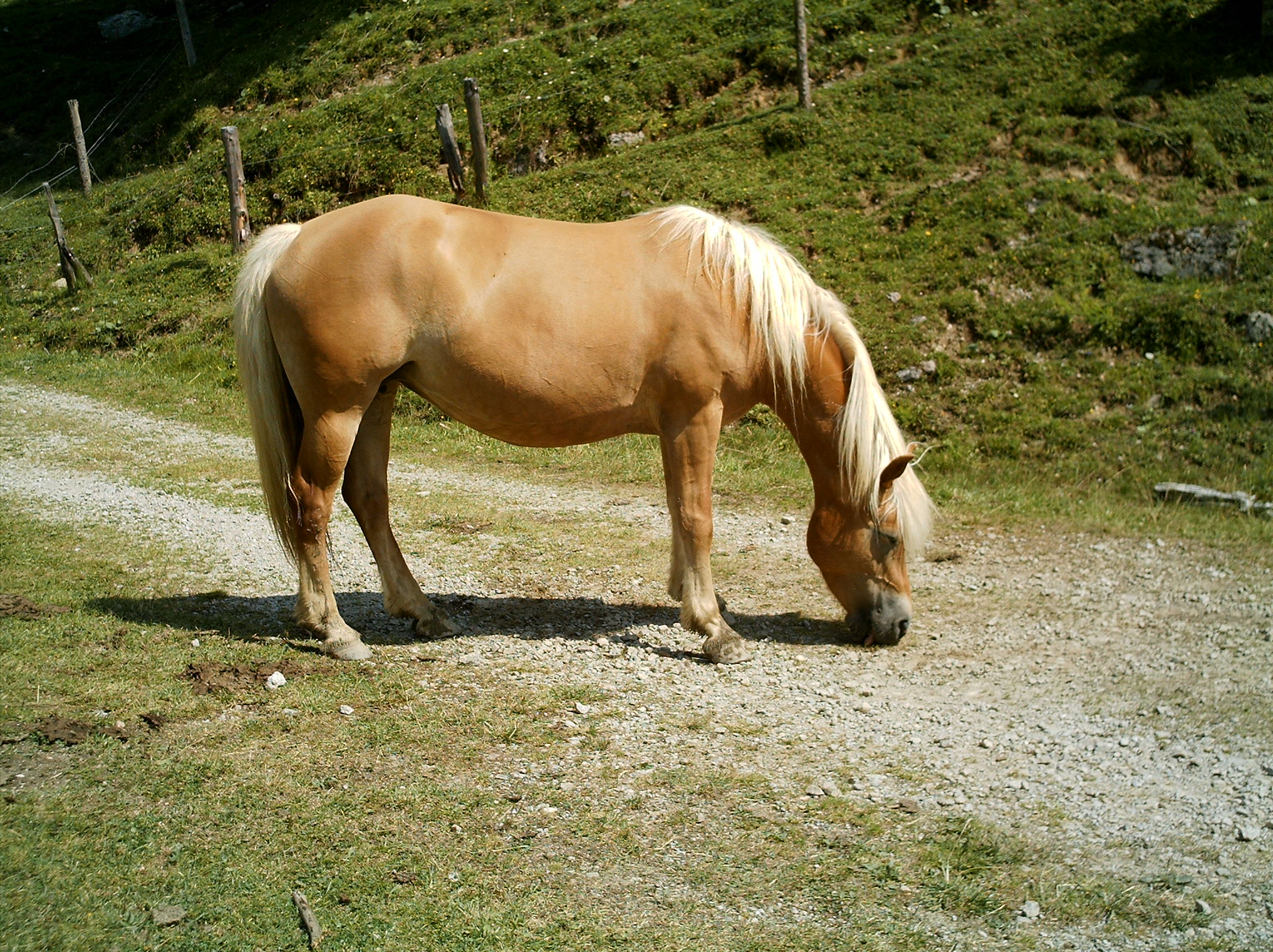
Tổng thể một con ngựa Haflinger

Một yếu tố quan trọng trong chăn nuôi trong nửa sau của thế kỷ 20 là tính khí của chúng. Một yêu cầu cho một tính khí điềm tĩnh, loại đi các tính hoang dã trong thiên nhiên đã trở thành một phần của tiêu chuẩn giống ngựa chính thức và được kiểm tra trong quá trình thanh tra chính thức. Một số nguồn tin nhận ra hai loại Haflinger, một loại ngắn hơn, nặng hơn được sử dụng như ngựa lùn làm việc và những con có khí chất nhẹ, dáng thanh cao sử dụng cho cưỡi ngựa sở thích, kéo xe ngựa nhẹ và đua xe yên ngựa. Tổ chức Lương thực và Nông nghiệp công nhận cả một "Avelignese" và một "Avelignese Tradizionale" như hiện tại ở Ý, mặc dù, như năm 2007, chỉ có 13 cá thể trong sau này tồn tại, bao gồm cả chỉ có một con ngựa đực giống. Tuy nhiên, tất cả các tổ chức công nhận giống và đăng ký chỉ có một loại.

## Đực giống
Tất cả Những con ngựa Haflinger ngày nay dấu vết dòng dõi của mình thông qua một trong bảy dòng ngựa từ một con ngựa non tên là Folie, chính là con ngựa đực nền tảng của giống ngựa này. Thông thường, được đặt một cái tên bắt đầu bằng chữ hoặc chữ cái biểu thị dòng ngựa của nó, và được đặt một cái tên bắt đầu bằng chữ cái đầu tiên của tên của nó. Các trường hợp ngoại lệ là ở Pháp, nơi ngựa con được đặt một cái tên bắt đầu bằng thư của bảng chữ cái được chỉ định sẽ được sử dụng cho năm đó; và Ý, nơi tên phải bắt đầu bằng chữ cái hoặc chữ chỉ định các dòng ngựa, trong khi fillies' tên bắt đầu bằng chữ được chỉ định cho một năm nhất định.
Bảy dòng ngựa là: 

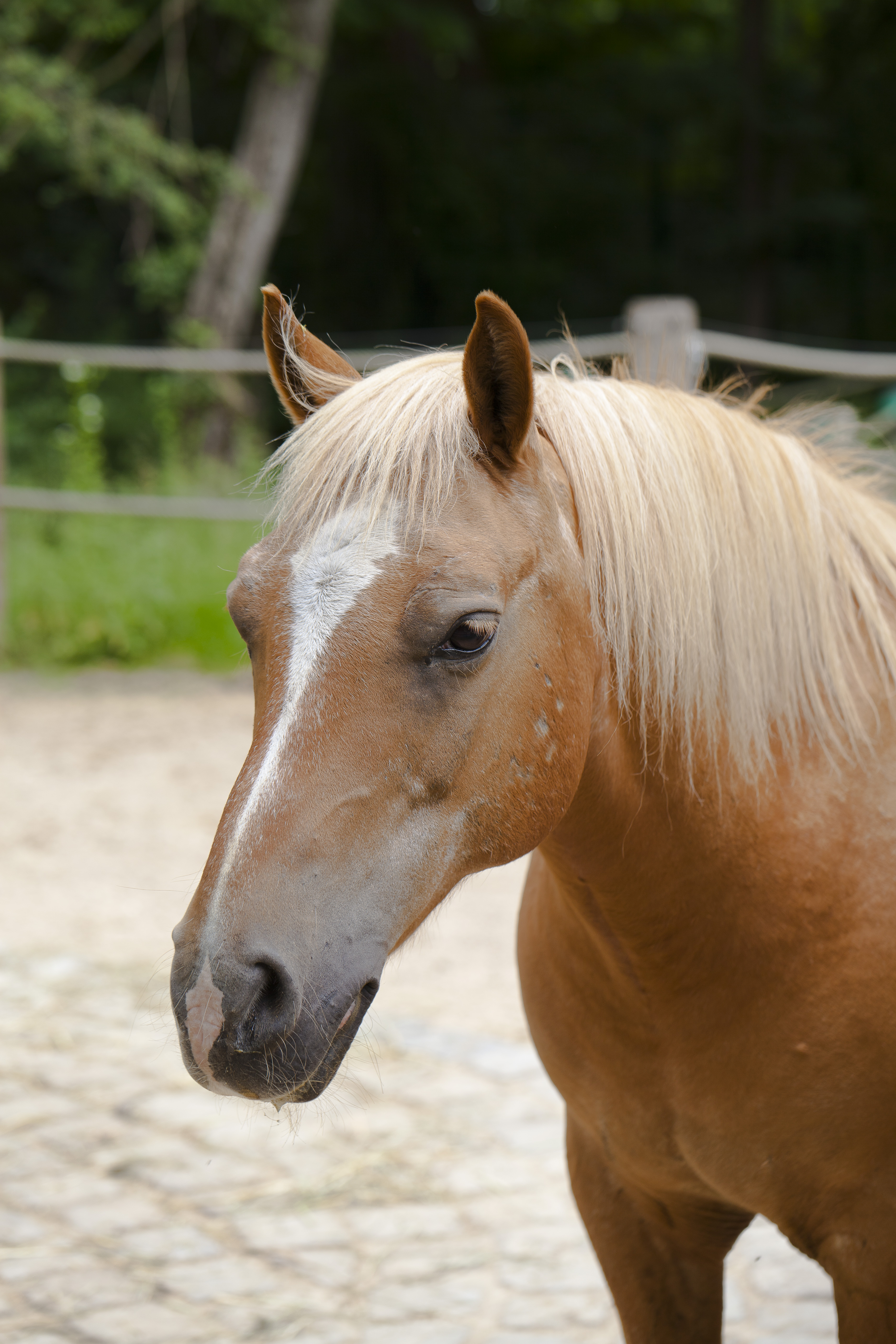
Một con ngựa đực giống tại Đức

- Dòng A. Được hình thành bởi Anselmo, sinh năm 1926. Một trong những dòng phổ biến nhất hiện nay, con cháu bao gồm số lượng lớn thứ hai của Ngựa đực giống tại stud. Anselmo đã được đưa trở lại stud ở tuổi 21, khi một thiếu Ngựa đực giống sau Thế chiến II đã dẫn đến lo ngại rằng các dòng sẽ không tồn tại, và sản xuất một số Ngựa đực giống của doanh nghiệp đại diện trong tất cả các quần giống Haflinger trên toàn thế giới.
- Dòng B. Được thành lập bởi Bolzano, sinh năm 1915. Dòng này ít phổ biến của Bolzano, mặc dù khá mạnh mẽ ở Áo, và là không phổ biến ở những nơi khác. Dòng này được lan rộng tuy nhiên ở Mỹ và một số nước châu Âu như Anh đang thiết lập dòng Bolzano.
- Dòng M. Được thành lập bởi Massimo, sinh năm 1927. Một con ngựa Ý, Massimo thành lập một dòng ngựa phổ biến ở Áo và Italy.
- Dòng N. Được thành lập bởi Nibbio, sinh năm 1920. Đầu năm lịch sử của nó, dòng Nibbio chia thành hai nhánh, một ở Ý và một tại Úc. Dòng N là khá đông đảo, với số lượng lớn nhất của Ngựa đực giống tại stud. Đây là một trong hai (người còn lại là dòng A) với sự hiện diện trong tất cả các nước chăn nuôi Haflinger. Dòng này là sung mãn nhất ở Áo và Italy.
- Dòng S. Được thành lập bởi Stelvio, sinh năm 1923. Stelvio là ít nhiều của các dòng, bị đe dọa tuyệt chủng sau khi máu ngựa Haflinger đã được du nhập tại Đức. Hiện nay đông dân nhất ở Italia, chính quyền Áo đang làm việc để thiết lập lại nó.
- Dòng ST. Được thành lập bởi sinh viên, sinh năm 1927. Mặc dù dòng ST có một số lượng lớn các Ngựa đực giống, sự lây lan địa lý của nó được giới hạn vì tính không chọn lọc trong chăn nuôi ở một số nước. Đức và Mỹ nắm giữ hầu hết những con ngựa của dòng này bên ngoài Áo.
- Dòng W. Được thành lập bởi Willi, sinh năm 1921. Các dòng W, bị đe dọa bởi lai sớm trong lịch sử của mình, duy trì một sự hiện diện mạnh mẽ ở Hà Lan, Canada và Mỹ, với một dân số nhỏ hơn ở Áo.

Bolzano và Willi là những hậu duệ tuyệt vời của Folie, phần còn lại là vĩ đại. Đặc biệt là trong những năm đầu của lịch sử của loài này, một số hiện tượng giao phối cận huyết xảy ra, cả hai do tai nạn và thiết kế, trong đó phục vụ để củng cố các đặc tính nổi trội của giống ngựa này. Trong những năm 1980 và 1990, một số nghiên cứu đã được tiến hành để kiểm tra sự khác biệt về hình thái giữa các dòng giống. Khác biệt đáng kể đã được tìm thấy trong một số đặc điểm, bao gồm cả chiều cao và tỷ lệ; những điều này đã được sử dụng để giúp đạt được mục tiêu chăn nuôi, đặc biệt là ở Ý vào năm 1990. 

### Ra đời

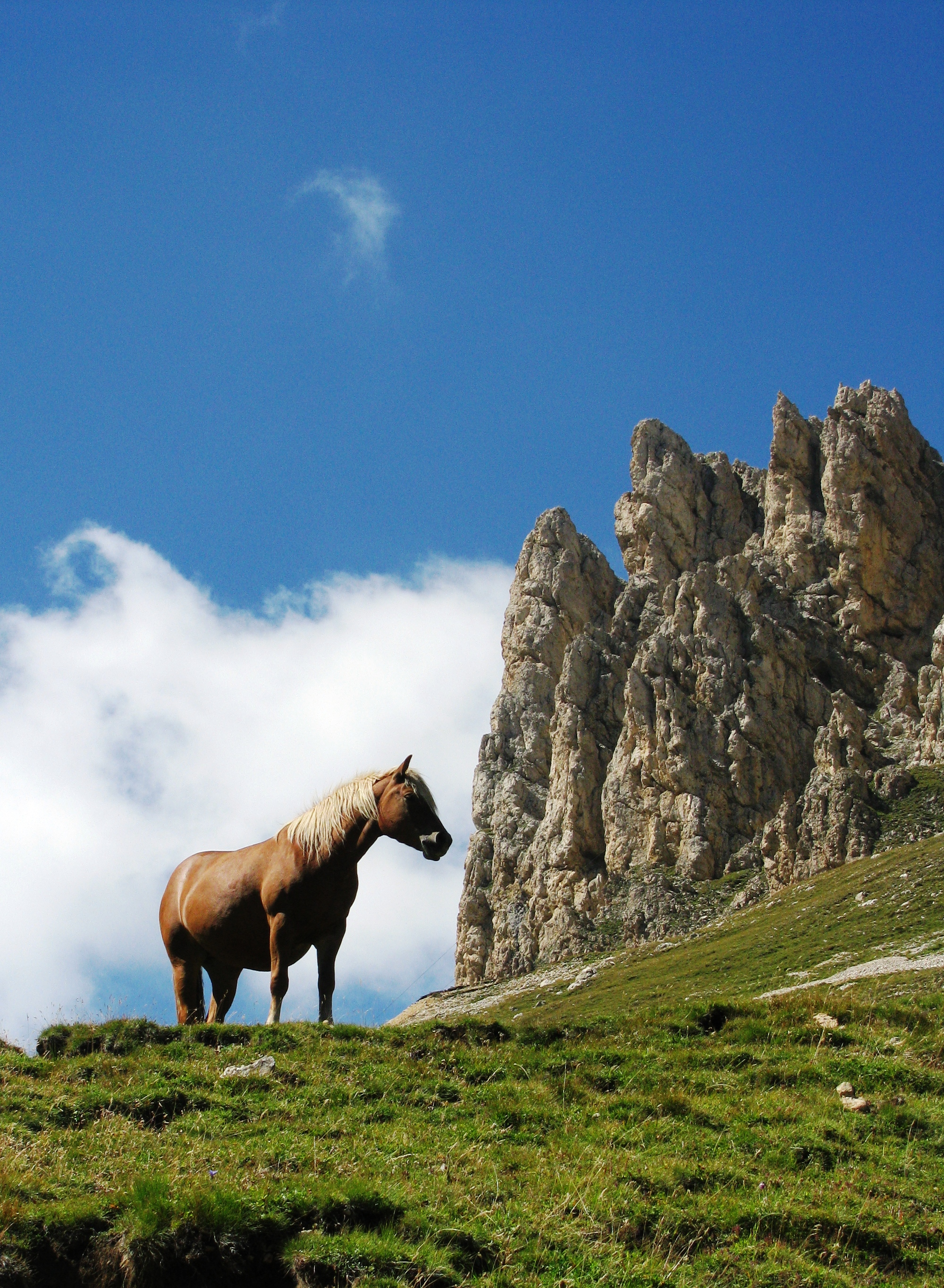
Có hai giả thuyết về sự ra đời của giống ngựa này

## Chiến tranh thế giới

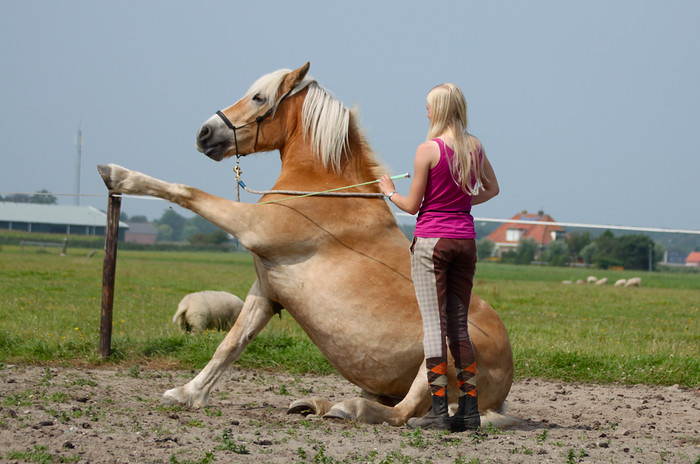
Một con ngựa đang được huấn luyện

## Thời kỳ hậu chiến

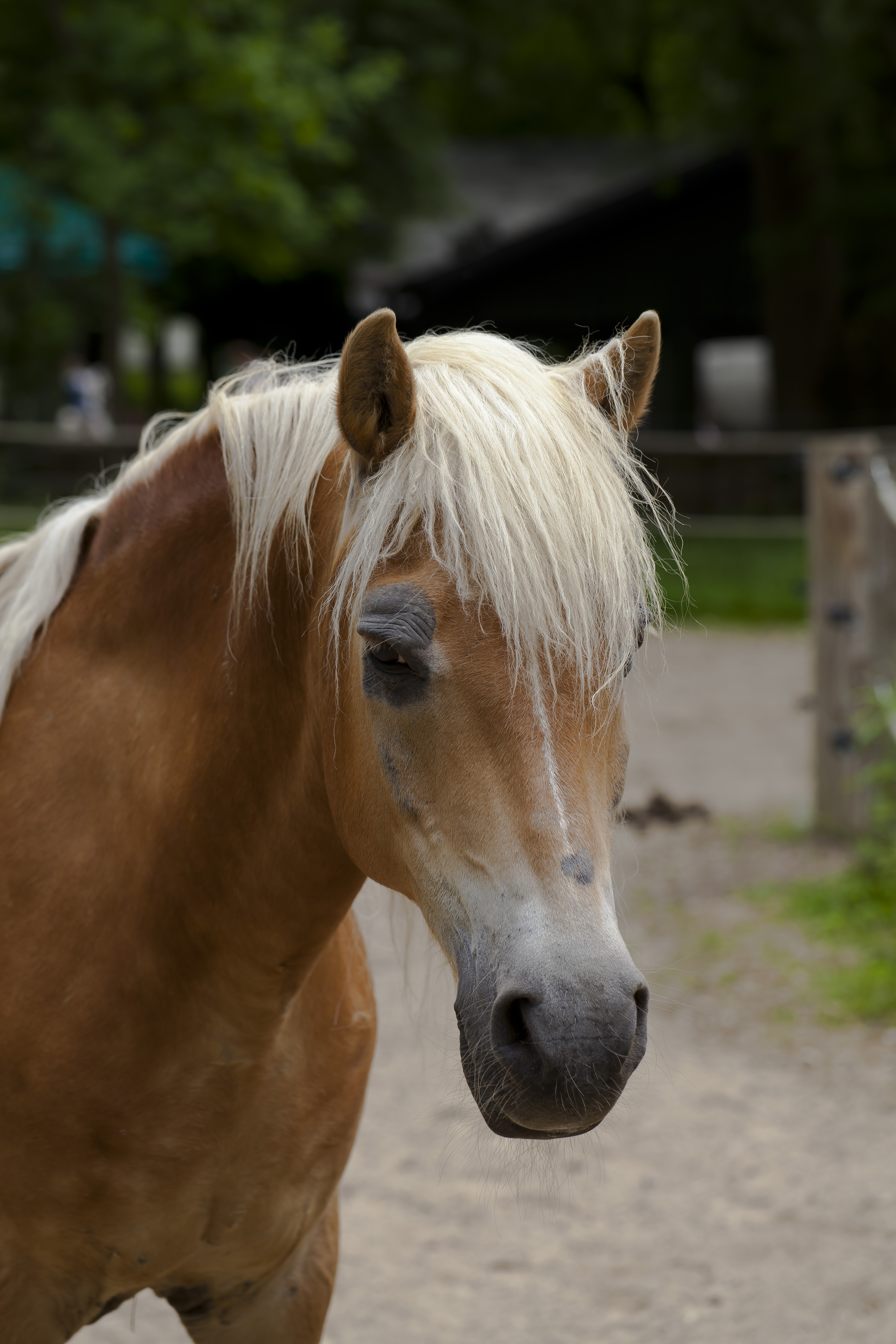
Một con ngựa giống

## Lịch sử